# Copa Centroamericana 2014
Navigation
Édition précédente Édition suivante
La Copa Centroamericana 2014 ou Coupe UNCAF des nations 2014 (officiellement appelée Copa Centroamericana Tigo USA 2014 pour des raisons de parrainage) est la treizième édition de la Copa Centroamericana du 1er au 13 septembre 2014, tournoi pour les équipes d'Amérique centrale affiliées à la CONCACAF. Elle célèbre le vingt-cinquième anniversaire de la compétition. Les États-Unis sont hôtes de cette compétition pour la première fois. Le tournoi sert également de qualifications à la Gold Cup 2015.
De plus, le vainqueur de la coupe participera à la Copa América Centenario.

## Contexte
En janvier 2013, l'UNCAF annonce que la compétition se déroulera aux États-Unis, plus particulièrement en Californie et au Texas. Eduaro Li, le président de la Fédération du Costa Rica de football ainsi que le vice-président de l'UNCAF, déclare que la compétition célèbrera les 25 ans de l'UNCAF. L'annonce devient officielle en janvier 2014 et la compétition est fixée, au même moment, pour septembre 2014.
À la suite de l'annonce officielle, le président de l'UNCAF, Rafael Tinocco, dit que le mois de septembre 2014 a été choisi car « September is the month of independence » (Septembre est le mois de l'indépendance) et qu'il y a neuf jours, au mois de septembre, qui permettent d'organiser des rencontres internationales, conformément au calendrier de la FIFA. Tinocco déclare également que la compétition se tiendra en dehors de l'Amérique centrale et accueillie par les États-Unis pour des raisons économiques.

## Nations participantes
Les sept équipes de la UNCAF participent au tournoi :
- Belize
- Costa Rica
- Salvador
- Guatemala
- Honduras
- Nicaragua
- Panama

### Effectifs
Les effectifs des sélections doivent compter, conformément au règlement, entre 18 et 21 joueurs (dans ce dernier cas, 3 seront des gardiens).

## Classement et récompenses

### Trophée et récompenses
Outre le trophée de l'édition 2014 de la Copa Centroamericana, la sélection nationale qui obtient la première place reçoit 35 médailles et 60 000 $. Les sélections classées deuxième et troisième reçoivent chacune 35 médailles et respectivement 40 000 $ et 30 000 $. Enfin, les sélections qui obtiennent les places 4, 5, 6 et 7 reçoivent respectivement 25 000 $, 20 000 $, 15 000 $ et 10 000 $.

### Classement final
| Rang | Sélection  | Qualification                                                             |
| ---- | ---------- | ------------------------------------------------------------------------- |
| 1    | Costa Rica | Qualifié pour la Copa América Centenario. Qualifié pour la Gold Cup 2015. |
| 2    | Guatemala  | Qualifié pour la Gold Cup 2015.                                           |
| 3    | Panama     | Qualifié pour la Gold Cup 2015.                                           |
| 4    | Salvador   | Qualifié pour la Gold Cup 2015.                                           |
| 5    | Honduras   | Match de barrage pour la Gold Cup 2015.                                   |
| 6    | Nicaragua  |                                                                           |
| 7    | Belize     |                                                                           |

### Prix
Le groupe d'études techniques de l'UNCAF octroie les prix suivants,:
- Ballon d'or de la compétition :  Marco Pappa
- Meilleur buteur de la compétition :  Marco Pappa
- Meilleur gardien de but :  Jaime Penedo
- Prix du fair play :  Guatemala
- Homme du match lors de la finale :  Bryan Ruiz
- Best XI[7] : 
  - Gardien :  Jaime Penedo
  - Défenseur :  Elías Vásquez
  - Défenseur :  Óscar Duarte
  - Défenseur :  Román Torres
  - Milieu :  Alexander Larín
  - Milieu :  Celso Borges
  - Milieu :  Darwin Cerén
  - Milieu :  Marvin Ávila
  - Attaquant :  Marco Pappa
  - Attaquant :  José Contreras
  - Attaquant :  Rafael Burgos

### Classement FIFA en fin de compétition[8]
| Rang | Pays       | Points | Évolution rang |
| ---- | ---------- | ------ | -------------- |
| 15   | Costa Rica | 988    | 0              |
| 55   | Panama     | 540    | +8             |
| 56   | Honduras   | 535    | -13            |
| 57   | Guatemala  | 534    | +77            |
| 72   | Salvador   | 431    | +55            |
| 163  | Belize     | 103    | -1             |
| 170  | Nicaragua  | 83     | +5             |

1. ↑  Évolution par rapport au classement d'août 2014

## Stades
| Washington                                                                                              | Dallas                                                                                               | Houston                                                                                               | Los Angeles                                                                 |
| --- | --- | --- | --------------------------------------------------------------------------- |
| RFK Memorial Stadium                                                                                    | Cotton Bowl                                                                                          | BBVA Compass Stadium                                                                                  | Memorial Coliseum                                                           |
| Capacité: 56 692                                                                                        | Capacité: 92 100                                                                                     | Capacité: 22 000                                                                                      | Capacité: 93 607                                                            |
| | | |                                                                             |
| Première journée (3 septembre 2014) (Costa Rica - Nicaragua) (Honduras - Belize) (Salvador - Guatemala) | Deuxième journée (7 septembre 2014) (Costa Rica - Panama) (Guatemala - Belize) (Honduras - Salvador) | Troisième journée (10 septembre 2014) (Panama - Nicaragua) (Salvador - Belize) (Honduras - Guatemala) | Phase finale (13 septembre 2014) (Match 5e place) (Match 3e place) (Finale) |

### Carte
| \| Washington Dallas Houston Los Angeles \| Localisation des stades hébergeant des rencontres de la compétition |
| Washington Dallas Houston Los Angeles                                                                           |

## Compétition

### Phase de poules
Le tirage au sort s'est déroulé le 29 janvier 2014,.
Le calendrier est annoncé le 17 juillet 2014, puis modifié le 18 août 2014.

#### Groupe A
| Rang | Équipe    | Pts | J | G | N | P | Bp | Bc | Diff |  | Résultats (▼ dom., ► ext.) |     |     |  |     |
| ---- | --------- | --- | - | - | - | - | -- | -- | ---- |  | -------------------------- | --- | --- |  | --- |
| 1    | Guatemala | 9   | 3 | 3 | 0 | 0 | 6  | 2  | +4   |  | Belize                     |     |     |  |     |
| 2    | Salvador  | 6   | 3 | 2 | 0 | 1 | 4  | 2  | +2   |  | Guatemala                  | 2-1 |     |  |     |
| 3    | Honduras  | 3   | 3 | 1 | 0 | 2 | 2  | 3  | -1   |  | Honduras                   | 2-0 | 0-2 |  | 0-1 |
| 4    | Belize    | 0   | 3 | 0 | 0 | 3 | 1  | 6  | -5   |  | Salvador                   | 2-0 | 1-2 |  |     |

| 3 septembre 2014 | Honduras                                                                    | 2 - 0 | Belize | RFK Memorial Stadium, Washington |                     |
| 19:30 UTC-5      | Jeromy James 35e (csc) · Elroy Smith 37e (csc) · Mario Roberto Martínez 62e |       |        | Arbitrage : Vásquez              | Arbitrage : Vásquez |
| 19:30 UTC-5      | Rapport                                                                     |       |        | Arbitrage : Vásquez              | Arbitrage : Vásquez |

| 3 septembre 2014 | Salvador                                                                          | 1 - 2 | Guatemala                                        | RFK Memorial Stadium, Washington |                     |
| 21:30 UTC-5      | Ibsen Castro 22e · Richard Menjivar 45+2e · Rafael Burgos 69e · Milton Molina 84e |       | Marco Pappa 26e 64e · Rafael Morales de León 90e | Arbitrage : Marrufo              | Arbitrage : Marrufo |
| 21:30 UTC-5      | Rapport                                                                           |       |                                                  | Arbitrage : Marrufo              | Arbitrage : Marrufo |

| 7 septembre 2014 | Guatemala                          | 2 - 1 | Belize                               | Cotton Bowl, Dallas        |                            |
| 18:00 UTC-6      | Carlos Ruiz 26e · Marvin Avila 51e |       | Deon McCaulay 80e · Dalton Eiley 86e | Arbitrage : Moreno Salazar | Arbitrage : Moreno Salazar |
| 18:00 UTC-6      | Rapport                            |       |                                      | Arbitrage : Moreno Salazar | Arbitrage : Moreno Salazar |

| 7 septembre 2014 | Honduras                                      | 0 - 1 | Salvador             | Cotton Bowl, Dallas |                   |
| 20:00 UTC-6      | Rommel Quito Robinson 25e · Edder Delgado 61e |       | Richard Menjivar 67e | Arbitrage : Solís   | Arbitrage : Solís |
| 20:00 UTC-6      | Rapport                                       |       |                      | Arbitrage : Solís   | Arbitrage : Solís |

| 10 septembre 2014 | Salvador                             | 2 - 0 | Belize           | BBVA Compass Stadium, Houston |                     |
| 19:00 UTC-6       | Rafael Burgos 48e · José Alvarez 69e |       | Jarett Davis 57e | Arbitrage : Vásquez           | Arbitrage : Vásquez |
| 19:00 UTC-6       | Rapport                              |       |                  | Arbitrage : Vásquez           | Arbitrage : Vásquez |

| 10 septembre 2014 | Honduras                                                | 0 - 2 | Guatemala                                | BBVA Compass Stadium, Houston |                           |
| 21:00 UTC-6       | Diego Reyes 17e · Edder Delgado 54e · Erick Norales 83e |       | Carlos Gallardo 3e · Marco Pappa 37e 80e | Arbitrage : García Orozco     | Arbitrage : García Orozco |
| 21:00 UTC-6       | Rapport                                                 |       |                                          | Arbitrage : García Orozco     | Arbitrage : García Orozco |

#### Groupe B
| Rang | Équipe     | Pts | J | G | N | P | Bp | Bc | Diff |  | Résultats (▼ dom., ► ext.) |  |     |     |
| ---- | ---------- | --- | - | - | - | - | -- | -- | ---- |  | -------------------------- |  | --- | --- |
| 1    | Costa Rica | 4   | 2 | 1 | 1 | 0 | 5  | 2  | +3   |  | Costa Rica                 |  | 3-0 | 2-2 |
| 2    | Panama     | 4   | 2 | 1 | 1 | 0 | 4  | 2  | +2   |  | Nicaragua                  |  |     |     |
| 3    | Nicaragua  | 0   | 2 | 0 | 0 | 2 | 0  | 5  | -5   |  | Panama                     |  | 2-0 |     |

| 3 septembre 2014 | Costa Rica                                                                                         | 3 - 0 | Nicaragua | RFK Memorial Stadium, Washington |                       |
| 17:30 UTC-5      | Celso Borges 39e · Marco Ureña 49e · Óscar Duarte 66e · José Miguel Cubero 84e · Johan Venegas 86e |       |           | Arbitrage : Rodriguez            | Arbitrage : Rodriguez |
| 17:30 UTC-5      | Rapport                                                                                            |       |           | Arbitrage : Rodriguez            | Arbitrage : Rodriguez |

| 7 septembre 2014 | Costa Rica | 2 - 2 | Panama                                                                    | Cotton Bowl, Dallas |                     |
| 16:00 UTC-6      | Rodney Wallace 22e · Dave Myrie 58e · Johan Venegas 81e · Johan Venegas 86e · Celso Borges 87e · Óscar Duarte 89e |       | Gabriel Gómez 14e · Blas Pérez 51e · Roberto Nurse 71e · Román Torres 85e | Arbitrage : Aguilar | Arbitrage : Aguilar |
| 16:00 UTC-6      | Rapport |       |                                                                           | Arbitrage : Aguilar | Arbitrage : Aguilar |

| 10 septembre 2014 | Panama                                                                                             | 2 - 0 | Nicaragua                                                    | BBVA Compass Stadium, Houston |                   |
| 17:00 UTC-6       | Armando Cooper 23e · Rolando Escobar 35e · Blas Pérez 81e · Román Torres 82e · Darwin Pinzón 90+3e |       | Elmer Mejía 43e · Medardo Martínez 57e · David Solórzano 58e | Arbitrage : López             | Arbitrage : López |
| 17:00 UTC-6       | Rapport                                                                                            |       |                                                              | Arbitrage : López             | Arbitrage : López |

### Phase finale

#### Match pour la5eplace
| 13 septembre 2014 | Honduras                                                       | 1 - 0 | Nicaragua | Memorial Coliseum, Los Angeles |                     |
| 15:00 UTC-8       | Wilmer Fuentes 40e · Anthony Lozano 45+1e · Juan Rodriguez 57e |       |           | Arbitrage : Aguilar            | Arbitrage : Aguilar |
| 15:00 UTC-8       | Rapport                                                        |       |           | Arbitrage : Aguilar            | Arbitrage : Aguilar |

#### Match pour la3eplace
| 13 septembre 2014 | Salvador | 0 - 1 | Panama                                                                             | Memorial Coliseum, Los Angeles |                     |
| 18:00 UTC-8       |          |       | Román Torres 5e · Rolando Escobar 30e · Armando Cooper 76e · Harold Cummings 90+4e | Arbitrage : Marrufo            | Arbitrage : Marrufo |
| 18:00 UTC-8       | Rapport  |       |                                                                                    | Arbitrage : Marrufo            | Arbitrage : Marrufo |

#### Finale
| 13 septembre 2014 | Guatemala       | 1 - 2 | Costa Rica                                                                                      | Memorial Coliseum, Los Angeles |                            |
| 21:00 UTC-8       | Carlos Ruiz 25e |       | Bryan Ruiz 29e · Juan Bustos 56e · Dave Myrie 76e · Patrick Pemberton 79e · Johnny Acosta 90+5e | Arbitrage : Moreno Salazar     | Arbitrage : Moreno Salazar |
| 21:00 UTC-8       | Rapport         |       |                                                                                                 | Arbitrage : Moreno Salazar     | Arbitrage : Moreno Salazar |

| Vainqueur de la Copa Centroamericana 2014: Costa Rica 8e titre. |